# Innovators Under 35
El Innovadores Menores de 35 es una condecoración anual revisada por pares y listículo publicada por el la revista MIT Technology Review, que nombra a los innovadores más destacados del mundo con edad menor a 35 años.

## Historia
En 2013 la lista fue renombrada a Innovators Under 35. 
Las subcategorías para los premios cambian año tras año, pero generalmente se centran en biomedicina, informática, comunicaciones, negocios, energía, materiales, y la web. Los nominados son escogidos alrededor del mundo y evaluados por un panel de jueces expertos. En algunos años, un Innovador del Año o un Humanitario del Año es también nombrado de entre los ganadores.
El propósito del premio es honrar a "Jóvenes innovadores excepcionalmente talentosos que su trabajo tenga un gran potencial de transformar el mundo."technologyreview.com/lists/innovators-under-35

### Personas destacadas
Entre los ganadores del premio están: el cofundador de Facebook, Mark Zuckerberg, los cofundadores de Google, Larry Page y Sergey Brin, el cofundador de Tesla JB Straubel, cofundador de iRobot Helen Greiner, Linus Torvalds, Muyinatu Bell, Ewan Birney, Katherine Isbister, Jay Shendure, Mandy Chessell, Eben Upton, Shinjini Kundu, Shawn que Abanica, Amy S. Bruckman, Himabindu Lakkaraju, Rediet Abebe, y Vivian Chu.